# ムブンドゥ語
ムブンドゥ語（ムブンドゥご）は、アンゴラ中央の高地に住むオヴィンブンド人の人々によって話される言語である。ムブンドゥ語は、アンゴラでもっとも広範囲に広がるバントゥー語群に属する言語である。
ウンブンドゥ語とも表記する。